# Emerson Smith
Emerson Arthur Lincoln Fisher Smith, kanadski letalski častnik, vojaški pilot in letalski as, * 7. september 1896, Toronto, Ontario, † ?.
Nadporočnik Smith je v svoji vojaški službi dosegel 7 zračnih zmag.

## Življenjepis
Med prvo svetovno vojno je bil pripadnik Kraljevega letalskega korpusa.
Svojo prvo zmago je dosegel 21. avgusta 1917 s Sopwith 1 Strutterjem; ostalih 6 zmag je dosegel s Sopwith Camel.
26. oktobra 1917 ga je v dvoboju sestrelil Joachim von Busse (Jasta 3) in tako je postal vojni ujetnik.